# Qualquer Coisa
| 전문가 평가 | 전문가 평가 |
| 평가 점수   | 평가 점수   |
| 출처        | 점수        |
| ----------- | ----------- |
| Allmusic    | [ 1 ]       |

《Qualquer Coisa》는 브라질의 음악가 카에타누 벨로주의 1975년 스튜디오 음반이다. 이 음반은 《Jóia》와 동시에 발매되었다. 벨로주의 네 장의 사진을 콜라주한 커버 아트는 비틀즈의 《Let It Be》의 커버 아트를 참조했고, 비틀즈의 노래 세 곡이 수록되어 있다.

## 배경
발매일은 전작 《Jóia》와 동일하며 오리지널 LP의 카탈로그 번호는 6349142다.
커버 아트는 비틀즈의 음반 《Let It Be》 (1970년)가 바탕이며 수록곡 중 3곡은 비틀즈의 커버곡이다. 〈A Tua Presença Morena〉는 마리아 베서니아에게 써 내려간 곡 셀프 커버로, 베서니아의 버전은 1971년 음반 《A Tua Presença》에 수록돼 있다.
알바로 네더는 올뮤직에서 5점 만점에 4.5점을 부여하며 "벨로주의 기타, 목소리, 멜로디, 그리고 가사에 초점이 맞춰져 있다"고 평하고 있다.

## 곡 목록
모든 곡들은 특별한 언급이 없는 한 카에타누 벨로주에 의해 작사/작곡하였다.
| #   | 제목                               | 작사·작곡               | 재생 시간 |
| --- | ---------------------------------- | ----------------------- | --------- |
| 1.  | 〈Qualquer Coisa〉                 |                         | 3:15      |
| 2.  | 〈Da Maior Importância〉           |                         | 4:34      |
| 3.  | 〈Samba e Amor〉                   | 치코 부아르케           | 2:54      |
| 4.  | 〈Madrugada e Amor〉               | 호세 메시아스           | 3:39      |
| 5.  | 〈A Tua Presença Morena〉          |                         | 2:05      |
| 6.  | 〈Drume Negrinha (Drume Negrita)〉 | 엘리시오 그레넷, 벨로주 | 3:53      |
| 7.  | 〈Jorge de Capadócia〉             | 조르지 벵 조르          | 3:21      |
| 8.  | 〈Eleanor Rigby〉                  | 존 레논, 폴 매카트니    | 5:33      |
| 9.  | 〈For No One〉                     | 레논, 매카트니          | 5:02      |
| 10. | 〈Lady Madonna〉                   | 레논, 매카트니          | 2:49      |
| 11. | 〈La Flor de la Canela〉           | 차부카 그란다           | 3:12      |
| 12. | 〈Nicinha〉                        |                         | 0:46      |